# Славко Араницки
Светислав (Славко) Араницки (Рума, 1853 — Земун, 30. октобра 1943) био је српски правник и политичар.

## Живот
Рођен је у Руми 1853. гдје му је породица имала имање Краљевачки. Студирао је право у Будимпешти и Бечу, а након доктората постао је судац. Судио је у процесу против пјесника Владимира Видрића и осталих студената који су запалили мађарску заставу 1895. Бан Павле Раух именује га за одјелног предстојника за правосуђе Земаљске владе Славоније, Далмације и Хрватске, 1909. Ту је учествовао у иницирању и спровођењу тзв. Велеиздајничког процеса против појединих Срба у Хрватској поводом Анексијске кризе и обрачуна Монархије с просрпским елементима у Славонији и Хрватској. На тој дужности остаје и за бана Николе Томашића, иако је Хрватско-српска коалиција тражила његову смјену и напуштање правосуђа, чему се Томашић жестоко противио. На изборима 1910. био је владин кандидат у личким котарима, али је изгубио изборе. Пензионисао се на свој захтјев у октобру 1910. За заслуге у државној служби 1912. примио је насљедно племство с придјевком Краљевачки и одликован редом гвоздене круне II. реда. Био је добар теоретичар права и уредник правних часописа. 1941. се преселио код ћерке Јелене у Земун, гдје је и умро 1943.

## Породица
Оженио се Јеленом пл. Утјешеновић-Острожински, ћерком вараждинског жупана, пјесника и препородитељског идеолога, Огњеслава Утјешеновића-Острожинског. Имали су троје дјеце: Јелену, Федора, Огњеслава и Александра.

## Критика
Лист Србобран је 1909. писао о одјелном предстојнику за правосуђе Славку Араницком, а уводник је заплијењен од цензуре. У чланку је писало: ...Он је прави тип каријеристе и штребера. Већ смо давно рекли да је он грчко-источни човјек без народности. Знао се он истицати и као Србин, кад се то није замјерало и кад није сметало каријери. Дошао је Раух са задатком да притисне Србе о зид и понудио је Славку Араницком мјесто шефа правосуђа. Славко Араницки видио је у том часу пред собом само вишу дијетен - класу и повишицу плате, прихватио понуду објеручке, бацио своје српство у кош и преузео одговорност за све правосудне шкандале, које је Раух спремао, а послије изводио против српског народа. 